# 프렌지
《프렌지》(영어: Frenzy)는 영국에서 제작된 1972년 스릴러 영화이다. 앨프리드 히치콕이 연출, 제작을 맡고, 존 핀치 등이 출연하였다.

## 줄거리
전 영국 왕립 공군 편대장 리처드 블레이니는 코번트가든 근처 펍의 바텐더 일자리에서 해고된다. 그는 코번트가든에서 과일 및 채소 노점을 운영하는 친구 밥 러스크에게 자신의 해고를 한탄한다. 러스크는 그를 위로하며 다가오는 경마에 대한 팁을 주지만, 블레이니는 돈이 없어 베팅할 수 없다. 그는 성공적인 중매소를 운영하는 전 부인 브렌다를 찾아가 자신의 상황에 대해 큰 소리로 불평한다. 그들은 잠시 언쟁을 벌이지만, 그녀는 그를 저녁 식사에 초대한다. 무일푼인 블레이니는 결국 구세군 보호소에서 밤을 보내게 되고, 그곳에서 브렌다가 자신의 코트 주머니에 돈을 넣어두었음을 발견한다.
다음 날, 기분 나쁜 성적 취향 때문에 중매소에서 거부당한 러스크가 브렌다의 사무실에 도착한다. 그녀가 혼자 있는 것을 발견한 그는 그녀를 강간한 뒤 넥타이로 목을 졸라 죽이며, 자신이 신문에서 "넥타이 살인마"라고 부르는 연쇄 살인범임을 드러낸다. 러스크가 떠난 후, 블레이니는 브렌다와 다시 이야기하고 싶어 도착하지만, 그녀의 사무실이 잠겨 있는 것을 발견한다. 점심에서 돌아온 브렌다의 비서는 블레이니가 떠나는 것을 본다. 살인이 발견되자 블레이니는 주요 용의자가 된다.
블레이니는 전 펍 동료인 밥스 밀리건과 만나 자신이 무죄임을 설득한다. 둘은 호텔에서 묵으며 섹스를 한 뒤, 간발의 차이로 경찰을 피한다. 그들은 블레이니의 전 영국 왕립 공군 동료 중 한 명에게 도움을 요청하지만, 그 남자의 아내는 도망자를 숨겨주기를 거부한다. 블레이니는 밥스에게 자신의 소지품을 펍에서 가져오도록 설득하여 도망칠 수 있게 한다. 그곳에서 밥스는 러스크와 마주치고, 러스크는 자신의 아파트에서 하룻밤을 지낼 수 있도록 제안한다. 밥스를 그곳으로 데려간 뒤, 그는 밥스를 강간하고 살해한다. 그는 그녀의 시신을 자루에 숨기고, 그날 밤 늦게 감자를 싣고 가는 트럭 뒤에 숨긴다.
자신의 방으로 돌아온 러스크는 자신의 독특한 보석 박힌 넥타이핀(이니셜 R이 새겨진)이 없어졌다는 것을 발견하고, 밥스가 그를 목 졸랐을 때 그것을 찢어냈음에 틀림없다고 깨닫는다. 넥타이핀이 자신을 범인으로 만들 것임을 알고 러스크는 그것을 되찾으러 가지만, 그가 아직 안에 있는 동안 트럭이 출발한다. 울퉁불퉁한 길에도 불구하고 그는 밥스의 손에 여전히 쥐어져 있던 핀을 되찾는다. 흐트러진 모습에 감자 먼지를 뒤집어쓴 그는 길가의 카페에서 내린 뒤, 코번트가든 아파트로 돌아간다. 밥스의 시신이 발견되자 블레이니는 브렌다 살인뿐만 아니라 그녀의 살인 혐의도 받게 된다.
러스크가 실제 살인범임을 모르는 블레이니는 러스크에게 도움을 요청한다. 러스크는 블레이니를 자신의 아파트에 숨겨주겠다고 제안한 뒤 경찰에 제보한다. 이러한 배신에 직면하여 블레이니는 러스크가 살인범임에 틀림없다고 깨닫는다. 재판에서 배심원단은 블레이니에게 유죄 판결을 내린다. 재판 중 그리고 감옥으로 끌려가는 동안 블레이니는 자신이 무죄이며 러스크가 진짜 살인범이라고 큰 소리로 항의한다. 옥스포드 수사관은 증거를 재고하고 조용히 러스크를 조사한다. 그는 "이국적인 요리" 강좌에서 아내가 배우게 된 맛없는 음식을 먹는 것을 피하려고 노력하면서 아내와 사건에 대해 이야기한다.
이제 감옥에 있는 블레이니는 탈출하여 러스크에게 복수할 것을 맹세한다. 그는 의도적으로 자신을 다치게 하고 병원으로 이송되며, 그곳에서 동료 수감자들이 그의 탈출을 돕는다. 그는 러스크의 아파트로 간다. 러스크는 그곳에 없지만, 블레이니는 러스크가 자고 있다고 생각하고 그 사람의 머리를 때린다. 그것은 러스크가 아니라 이미 러스크의 침대에 러스크의 넥타이로 목 졸려 죽어 있는 여자였음이 드러난다. 블레이니가 러스크를 쫓아갈 것을 예상했던 옥스포드 수사관은 블레이니가 죽은 여자와 함께 있는 것을 발견한다. 블레이니가 자신의 무죄를 주장하기 시작할 때, 둘은 계단에서 큰 쾅 소리를 듣는다. 러스크가 큰 여행 가방을 아파트 안으로 끌고 들어오고, 블레이니와 옥스포드에게 대치된다. 자신의 게임이 완전히 끝났음을 깨달은 러스크는 패배하여 여행 가방을 떨어뜨린다.

## 출연진
- 존 핀치 - 리처드 블레이니 역
- 앨릭 매카우언 - 티머시 옥스퍼드 경감 역
- 배리 포스터 - 밥 러스크 역
- 빌리 화이틀로 - 헤티 포터 역
- 애나 매시 - 뱁스 밀리건 역
- 바버라 리헌트 - 브렌다 블레이니 역
- 버나드 크리빈스 - 필릭스 포사이스 역
- 비비언 머천트 - 옥스퍼드 부인 역
- 마이클 베이츠 - 스피어먼 경사 역
- 진 마시 - 모니카 발링 역
- 클라이브 스위프트 - 조니 포터 역
- 마이클 시어드 - 짐 역 (크레디트 미기재)
- 앨프리드 히치콕 - 카메오 출연

## 기타 제작진
- 미술: 시드 케인
- 작곡: 헨리 맨시니(미사용)
- 조감독: 콜린 M. 브루어

## 우리말 녹음
MBC 성우진 (1992년 11월 14일)
- 한규희 - 블레이니 (존 핀치)
- 정희선 - 브렌다 (바버라 리헌트)
- 김용식 - 러스크 (배리 포스터)
- 최방란 - 모니카 (진 마시)
- 이도련 - 포사이스 (버나드 크리빈스)
- 홍승옥 - 뱁스 (애나 매시)
- 황일청 - 옥스퍼드 (앨릭 매카우언)
- 박인숙 - 부인 (비비언 머천트)
- 이영달 - 스피어먼 (마이클 베이츠)
- 전국근 - 변호사
- 황윤걸 - 포터 (클라이브 스위프트)
- 강미 - 헤티 (빌리 화이틀로)
- 서영애
- 박태호
- 전임복
- 김윤정
- 이인성
- 이종오
- 곽대홍
- 이승환